# The Sitwells

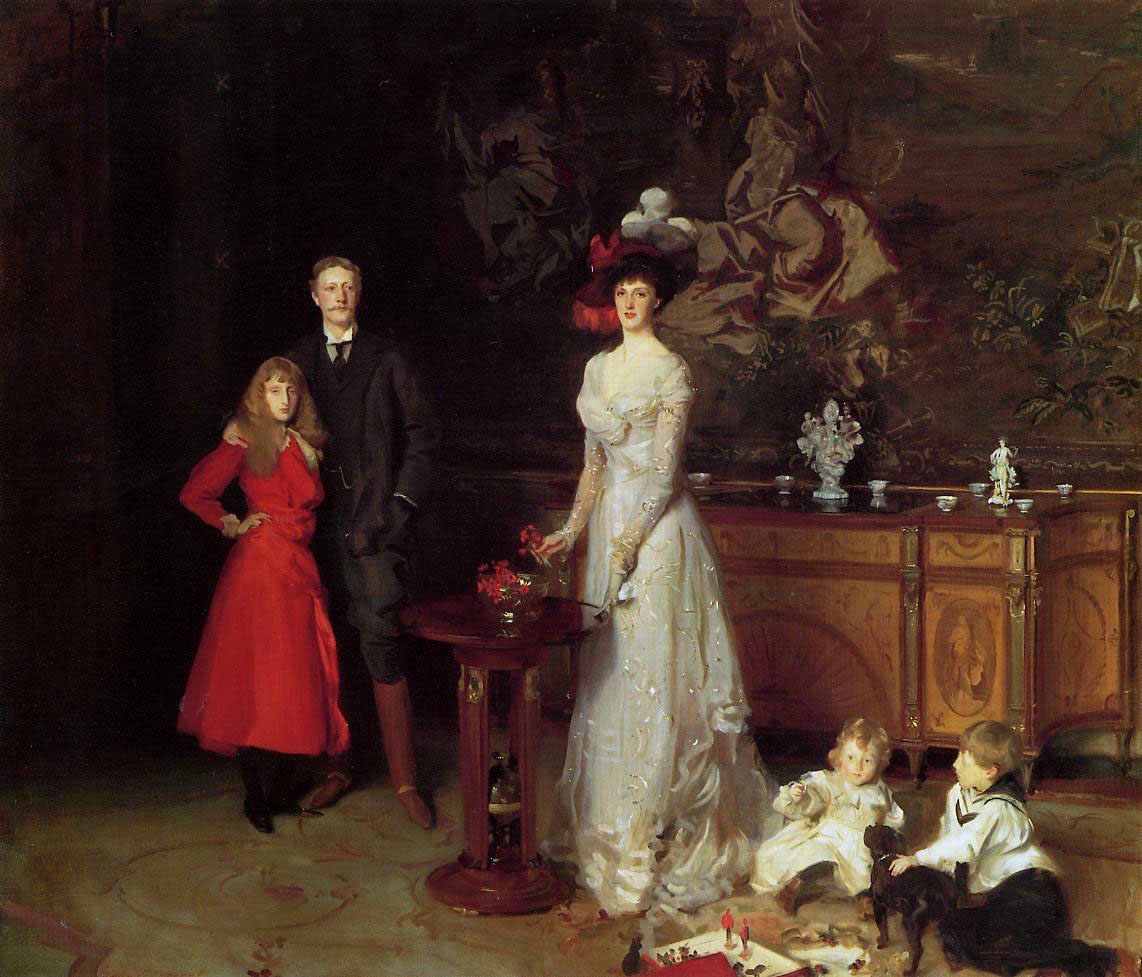
John Singer Sargent, Sitwellovi, 1900. Zleva: Edith Sitwell (1887–1964), Sir George Sitwell, Lady Ida, Sacheverell Sitwell (1897–1988) a Osbert Sitwell (1892–1969).

The Sitwells bylo umělecké uskupení, jehož jádrem byli sourozenci Sitwellovi: Edith Sitwell, Osbert Sitwell, Sacheverell Sitwell ze Scarborough v North Yorkshire. Sourozenci kolem sebe v Londýně zhruba v letech 1916 až 1930 vytvořili identifikovatelnou literární a uměleckou skupinu. Všichni tři sourozenci byli spisovatelé, po nějakou dobu byl okruh jejich přátel některými kritiky považován za rovnocenný skupině Bloomsbury Group. Jiní je naopak odmítali s tvrzením, že  než o seriózní umělce jde spíše o lidi, kteří se snaží na sebe strhnout pozornost.

## Antologie
Sitwellovi od roku 1916 vydali sérii antologií pod názvem Wheels (Kola). Byly považovány buď za protiváhu současných antologií Goergian Poetry (pojmenovaných podle vlády Jiřího V.) Edwarda Marshe nebo jako lehké sbírky „společenských veršů“.
| Wheels 1916 - Nancy Cunard - Arnold James - V. T. Perowne - Helen Rootham - Edith Sitwell - Osbert Sitwell - Sacheverell Sitwell - E. W. Tennant - Iris Tree Wheels 1917 - Aldous Huxley - Arnold James - Helen Rootham - Edith Sitwell - Osbert Sitwell - Sacheverell Sitwell - E. W. Tennant - Iris Tree - Sherard Vines | Wheels 1918 - Álvaro Guevara - Aldous Huxley - Arnold James - Edith Sitwell - Osbert Sitwell - Sacheverell Sitwell - Iris Tree - Sherard Vines Wheels 1919 - Aldous Huxley - Arnold James - Wilfred Owen - Francesco Quevedo - Edith Sitwell - Osbert Sitwell - Sacheverell Sitwell - Iris Tree - Sherard Vines | Wheels 1920 - John J. Adams - Leah McTavish Cohen - Geoffrey Cookson - Aldous Huxley - Alan Porter - William Kean Seymour - Edith Sitwell - Osbert Sitwell - Sacheverell Sitwell - Sherard Vines Wheels 1921 - H. R. Barber - Aldous Huxley - Charles Orange - Alan Porter - Augustine Rivers - Paul Selver - Edith Sitwell - Osbert Sitwell - Sacheverell Sitwell - Sherard Vines |

## Erb
Tři černí lvi na osmkrát zlatě a zeleně děleném štítě. Motto: Ne cede malis (latina: Nevzdej k smůle).